# Johann Friedrich Strecker
Johann Friedrich Strecker (* 31. Mai 1759 in Seeheim; † 4. Oktober 1818 in Darmstadt) war ein deutscher leitender Beamter des Außenministeriums des Großherzogtums Hessen.

## Familie
Der Vater von Johann Friedrich Strecker war Carl Franz Strecker (1723–1793). Er war hessen-darmstädtischer Hofrat sowie Amtmann in Seeheim und Rüsselsheim. Die Mutter war Helene Justine Marie Haberkorn (1735–1762), Tochter von Oberförster Friedrich Wilhelm Haberkorn in Schellnhausen und von Barbara Wilhelmine Follenius. Ihre Schwester Catharina Ernestina Sophia Haberkorn war mit dem Minister Christian Hartmann Samuel von Gatzert verheiratet, dessen Einfluss zu dem raschen Aufstieg von Johann Friedrich Strecker beigetragen haben könnte. Die Familie war evangelisch.
Johann Friedrich Strecker heiratete 1789 seine Cousine Magdalene Elisabeth Strecker (1772–1806), Tochter des Johann Georg Strecker, hessen-darmstädtischer Oberstlieutenant beim Leibregiment. Aus der Ehe gingen acht Kinder hervor. Zwei der Töchter, Louise (1801–1879) und Helene Charlotte Strecker (1806–1860), heirateten die Brüder Louis und Georg Moldenhauer, Fabrikanten und Chemiker in Bingen.

## Karriere
Johann Friedrich Strecker wuchs in Rüsselsheim auf und wurde von 1765 bis 1761 von einem Hauslehrer, Christian Friedrich Lindenmeyer, unterrichtet. Anschließend studierte er Rechts- und Staatswissenschaften.
Nach dem Studium trat Strecker in den hessisch-darmstädtischen Staatsdienst ein und wurde 1791 fürstlicher Regierungsrat. Im gleichen Jahr war er in dieser Position bei der Vereidigung der Bevölkerung Wetzlars auf den neuen Landgrafen anwesend, wobei er als dessen Vertreter agierte. Später wurde er Geheimer Referent („Geheimer Referendär“) im Außenministerium. Zusammen mit dem Regierungschef, Friedrich August von Lichtenberg, führte er das Ministerium. 1797/1798 nahm er zusammen mit Gatzert am Rastatter Kongress teil.